# Levansa leodacus
Levansa leodacus là một loài tò vò trong họ Ichneumonidae.